# Nevio (cantante)
Nevio Passaro (Bad Windsheim, 11 maggio 1980) è un cantautore e musicista tedesco naturalizzato italiano.

## Biografia

### Inizi
Nato in Germania, figlio di Henrike e Aniello Passaro (madre tedesca e padre italiano), è cresciuto a Neustadt an der Aisch. Sin da piccolo si è appassionato alla musica, motivato dalla madre, un'insegnante di educazione musicale, che gli ha dato lezioni di pianoforte. Negli anni seguenti ha continuato a suonare il pianoforte ed iniziato a studiare chitarra. Si è esibito con il suo gruppo "Nevio and Friends". Pianobar è stato il primo progetto musicale, con cui Nevio ha intrapreso la strada da solista, nel 1993. Nel 1999, a 19 anni, ha pubblicato il suo primo singolo La mia parola. Dopodiché ha partecipato ad alcune trasmissioni in radio e televisione. Studente alla Scuola superiore di lingue moderne per interpreti e traduttori di Forlì dal 2000 al 2005, parla quattro lingue: tedesco, italiano, francese ed inglese.

### Deutschland sucht den Superstar
Tornato in Germania nel 2005, ha partecipato alla terza edizione del talent show Deutschland sucht den Superstar arrivando quarto e acquisendo fama a livello nazionale. In seguito si è esibito più volte dal vivo in Germania e in Austria, dopo essere stato preso sotto contratto dalla Universal Music Group.
Il suo primo singolo tratto dall'album Nevio (interamente scritto da lui stesso) è uscito il 19 gennaio 2007 ed è arrivato subito al secondo posto nelle classifiche di vendita in Germania, rimanendoci per più di 20 settimane. Il suo album Nevio è stato uno dei dischi più venduti in Germania del 2007. Nel 2008 ha inciso l'album Due, che include il singolo Non ti aspettavo (Libertà), cantato in duetto con Gabriella Cilmi, e la ballata Gli ultimi brividi, eseguita in duetto con Giorgia Todrani.

## Discografia

### Album
- 2007 - Nevio
- 2007 - Nevio - Viva la Musica Edition
- 2008 - Due
- 2011 - Berlino
- 2015 - Berlino reloaded

### Singoli
- 1999 - La mia parola
- 2007 - Amore per sempre
- 2007 - Run Away
- 2007 - Firenze / Giulia
- 2008 - Sento
- 2009 - Non ti aspettavo (Libertà) (duetto con Gabriella Cilmi)
- 2011 - Oraieridomani
- 2014 - Castingstar
- 2015 - Piccolo re (Make love not war)
- 2018 - Alles in allem
- 2019 - Viel mehr
- 2019 - Hier am Meer
- 2020 - Vielleicht

## Premi
- 2007 Comet Award Best Newcomer
- 2007 Nomina Comet Award Best Artist national
- 2007 Goldene Schallplatte per l'album Nevio Best album
- 2007 Bayerischer Popkomm-Musiklöwe Best Newcomer
- 2008 Nomina Bravo Otto Award
- 2008 Nomina Echo Award Deutsche Phonoakademie Best Newcomer
- 2015 www.drums.de Musicaward "Best Video"
- 2015 www.drums.de Musicaward "German Act"